# Asila (Syria)
Asila (arab. أصيلة) – miejscowość w Syrii, w muhafazie Hama. W 2004 roku liczyła 5790 mieszkańców.